# Mostars internationella flygplats
Mostars internationella flygplats (kroatiska: Međunarodna zračna luka Mostar, bosniska: Međunarodni aerodrom Mostar, Међународни аеродром Мостар) är en flygplats i Bosnien och Hercegovina.   Den ligger i entiteten Federationen Bosnien och Hercegovina, i den södra delen av landet, 80 km sydväst om huvudstaden Sarajevo. Mostars internationella flygplats ligger 47 meter över havet.